# Reichskriegsflagge
Le Reichskriegsflagge (littéralement drapeau de guerre du Reich) a été le drapeau officiel des forces armées allemandes de 1867 à 1945.

## Galerie

1871-1892.
1892-1903.
1903-1918.
1919-1921.
1921-1933.
1933-1935.
1935-1938.
1938-1945.